# Lentföhrden
Lentföhrden – gmina w Niemczech w kraju związkowym Szlezwik-Holsztyn, w powiecie Segeberg, wchodzi w skład urzędu Kaltenkirchen-Land. Na dzień 31 grudnia 2021 liczyła 2 651 mieszkańców.